# Moskow Diskow
Singles de Telex
Twist à Saint-Tropez
(1978) Rock Around the Clock
(1979)
Moskow Diskow est une chanson du groupe de synthpop belge Telex, paru sur l'album Looking for St. Tropez et en single en 1979.

## Vue d'ensemble
Titre disco, Moskow Diskow est quasiment joué avec des synthétiseurs et des boîtes à rythmes, de la même manière que le groupe allemand Kraftwerk.

## Clip
Le clip a été tourné en Gare de Schaerbeek. On y voit le groupe assis sur un banc effectuant une chorégraphie robotique ou encore dans des matériels roulants de la SNCB.

## Classements
| Classement (1980)                           | Meilleure position |
| ------------------------------------------- | ------------------ |
| États-Unis (Billboard Hot Dance Club Songs) | 36                 |
| Italie (FIMI)                               | 5                  |

| Classement (1980) | Meilleure position |
| ----------------- | ------------------ |
| Italie (FIMI)     | 38                 |